# Telipna semirufa
Telipna semirufa là một bướm ngày thuộc họ Lycaenidae. Nó phân bố ở Guineé, Sierra Leone, Liberia, Bờ Biển Ngà, Ghana và Togo.

## Phân loài
- Telipna semirufa semirufa (Bờ Biển Ngà, Ghana, Togo)
- Telipna semirufa ivoiriensis Libert, 2005 (Guinea, Sierra Leone, Liberia, Bờ Biển Ngà)